# Edi Gathegi
Edi Mue Gathegi (Nairobi, 10 marzo 1979) è un attore statunitense attivo al cinema, in teatro e televisione.
È noto soprattutto per avere interpretato il personaggio del dott. Jeffrey Cole, nella serie televisiva statunitense Dr. House - Medical Division; il personaggio di Cheese, nel film Gone Baby Gone (2007); il personaggio di Laurent nel film Twilight (2008); il personaggio Marvel Comics di Darwin nel film X-Men - L'inizio (2011); il personaggio DC Comics di Mister Terrific nel film Superman (2025).

## Biografia
Sebbene sia nato a Nairobi (Kenya), Gathegi è cresciuto ad Albany, in California. Quando frequentava l'Università della California, Santa Barbara, giocava a basket, ma si è infortunato al ginocchio e di conseguenza ha deciso di intraprendere un altro corso, scegliendo di frequentare il "corso facile" di recitazione, perché si sentiva "depresso", scoprendo in seguito l'amore per la recitazione.  Successivamente, ha frequentato la Tisch School of the Arts all'Università di New York, diplomandosi in recitazione. Ha quindi iniziato a recitare in spettacoli teatrali, tra i quali: Two Trains Running all'Old Globe Theatre; Come vi piace; La dodicesima notte; Otello; Sogno di una notte di mezza estate e Cyrano de Bergerac.
Il suo primo ruolo professionale è stato come tassista di Haiti nel film del 2006 Crank. Nonostante abbia fatto l'audizione per il ruolo di Kaylo, i produttori gli hanno dato il ruolo di Efren Ramirez e subito gli hanno offerto un'apparizione come tassista di Haiti. Inizialmente era dubbioso per l'accento, ma si è esercitato con un suo amico di Haiti. Nel 2007, dopo aver fatto parte del cast di Lincoln Heights - Ritorno a casa e Veronica Mars, Gathegi ha recitato come Bodie in Death Sentence, Darudi in The Fifth Patient e Cheese in Gone Baby Gone. In seguito ha ottenuto il ruolo ricorrente del Dr. Jeffrey Cole in Dr. House - Medical Division, apparendo poi in CSI: Miami, CSI - Scena del crimine e Life on Mars nel 2008, prima di ottenere la parte di Laurent in Twilight. Quando Gathegi ha fatto l'audizione per il film - adattamento del libro di Stephenie Meyer, non aveva sentito parlare della serie e non sapeva che il suo personaggio fosse un vampiro.
Nel 2009 Gathegi è apparso nella parte di Deputy Martin nel film San Valentino di sangue 3D. Nel 2011 ha preso parte al film della Marvel Comics X-Men - L'inizio, di Matthew Vaughn, interpretando il ruolo di Darwin. A partire dal 2015 ha preso parte alla terza stagione della serie The Blacklist dove ha interpretato la parte del mercenario Matias Solomon; è stato annunciato che l'attore riprenderà a recitare il personaggio nello spin-off della serie, The Blacklist: Redemption che verrà cancellata dopo una sola stagione. Dal 2016 è poi co-protagonista nella serie televisiva StartUp interpretando il ruolo del gangster haitiano Ronald Dacey, mentre al cinema lo ritroviamo nel cast del film Il suo ultimo desiderio, diretto dal regista Dee Rees distribuiti entrambi da Netflix. Nel 2022 entra a far parte del cast di For All Mankind, serie di fantascienza originale di Apple TV+, dove interpreta il ruolo dell'ingegnere e imprenditore Dev Ayesa. Nel 2023 è individuato come interprete del supereroe Mister Terrific (Michael Holt) per il film Superman, primo capitolo del nuovo universo cinematografico DC, previsto per il luglio 2025.

## Filmografia

### Cinema
- Crank, regia di Mark Neveldine e Brian Taylor (2006)
- Gone Baby Gone, regia di Ben Affleck (2007)
- Il quinto paziente, regia di Amir Mann (2007)
- Death Sentence, regia di James Wan (2007)
- Twilight, regia di Catherine Hardwicke (2008)
- The Twilight Saga: New Moon, regia di Chris Weitz (2009)
- San Valentino di sangue 3D, regia di Patrick Lussier (2009)
- X-Men - L'inizio, regia di Matthew Vaughn (2011) - Armando Muñoz/Darwin
- Atlas Shrugged: Part I, regia di Paul Johansson (2011)
- This Is Not a Movie, regia di Olallo Rubio (2011)
- The Twilight Saga: Breaking Dawn - Parte 1, regia di Bill Condon (2011) - cameo
- Bleeding Heart, regia di Diane Bell (2015)
- This Isn't Funny, regia di Paul Ashton (2015)
- Sotto il cielo delle Hawaii, regia di Cameron Crowe (2015)
- Criminal Activities, regia di Jackie Earle Haley (2015)
- The Watcher, regia di Ryan Rothmaier (2016)
- Pimp, regia di Christine Crokos (2018)
- Il suo ultimo desiderio (The Last Thing He Wanted), regia di Dee Rees (2020)
- Caged, regia di Aaron Fjellman (2020)
- The Harder They Fall, regia di Jeymes Samuel (2021)
- Aporia, regia di Jared Moshe (2023)
- Superman, regia di James Gunn (2025) - Michael Holt / Mister Terrific

### Televisione
- Dr. House - Medical Division (House M.D.) – serie TV, 7 episodi (2007)
- Veronica Mars – serie TV, episodio 3x18 (2007)
- Lincoln Heights - Ritorno a casa (Lincoln Heights) – serie TV, episodi 1x08-1x09-1x13 (2007)
- Life on Mars – serie TV, episodio 1x05 (2008)
- CSI - Scena del crimine (CSI: Crime Scene Investigation) – serie TV, episodio 9x05 (2008)
- CSI: Miami – serie TV, episodio 6x18 (2008)
- Operating Instructions, regia di Andy Tennant – film TV (2009)
- Nikita – serie TV, episodio 1x19 (2011)
- Family Tools – serie TV, 10 episodi (2013)
- Beauty and the Beast –  serie TV, episodi 1x15-1x16-1x18 (2013)
- Red Widow – serie TV, episodi 1x01-1x02-1x03 (2013)
- Justified – serie TV, 4 episodi (2014)
- Wild Card – serie TV, 1 episodio (2014)
- Grand Theft Auto: Give Me Liberty, regia di Sam Sabawi – film TV (2014)
- Namaste Bitches – serie TV, episodio 1x03 (2015)
- Proof – serie TV, 10 episodi (2015)
- The Blacklist – serie TV, 13 episodi (2015-2016)
- Into the Badlands – serie TV, episodi 1x04-1x06 (2015)
- StartUp – serie TV, 30 episodi (2016-2018)
- The Blacklist: Redemption – serie TV, 8 episodi (2017)
- Briarpatch – serie TV, 10 episodi (2019-2020)
- The Guardians of Justice – serie TV, 7 episodi (2022)

## Doppiatori italiani
Nelle versioni in italiano delle opere in cui ha recitato, Edi Gathegi è stato doppiato da:
- Gianfranco Miranda in Twilight, The Twilight Saga: New Moon, San Valentino di sangue 3D, Into the Badlands
- Fabrizio Vidale in Life on Mars, The Blacklist, The Blacklist: Redemption
- Gabriele Lopez in Dr. House - Medical Division, The Harder They Fall
- Corrado Conforti in CSI: Miami[2]
- Paolo De Santis in X-Men - L'inizio
- Simone Mori in Gone Baby Gone
- Andrea Lavagnino in Death Sentence
- Francesco Meoni in Crank
- Stefano Brusa in Beauty and the Beast
- Daniele Raffaeli in StartUp
- Paolo Vivio in Justified
- Simone Crisari in Proof
- Edoardo Lomazzi in The Guardians of Justice
- Andrea Mete in Superman

Da doppiatore, è stato sostituito da:
- Raffaele Proietti ne La famiglia Proud: più forte e orgogliosa